# 芦部啓太郎
芦部　啓太郎（あしべ けいたろう、1896年（明治29年）11月9日 - 1986年（昭和61年）2月25日）は、大正末から昭和期の政治家、教育者。長野県駒ヶ根市長（初代）。長男は芦部信喜（憲法学者）。

## 来歴
長野県上伊那郡赤穂村（現駒ヶ根市）で、芦部喜一郎、きくよ の四男として生まれた。1919年（大正8年）北海道帝国大学附属水産専門部（現水産学部）卒業後、三菱商事に入社。後に帰郷し、1923年（大正12年）赤穂公民実業学校（現長野県赤穂高等学校）の教諭に転じ、1938年（昭和13年）同校長に就任し1948年（昭和23年）まで在任。1948年（昭和23年）赤穂信用組合（現アルプス中央信用金庫）を設立して専務理事に就任し、1951年（昭和26年）同理事長となり1979年（昭和54年）まで在任した。
1951年、赤穂町議会議長に就任。1954年（昭和29年）赤穂町長選挙に当選し、昭和の大合併では上伊那郡2町2村の新設合併を実現し、市制施行に伴い同年8月、初代駒ヶ根市長となり、1955年（昭和30年）12月まで在任した。
また、長野県信用金庫協会長、関東地区信用金庫協会長、全国信用金庫協会理事・副会長などを歴任し、全国規模での信用金庫の強化育成に尽力し、駒ヶ根商工会議所会頭も務めた。
1959年、駒ケ根市に天竜精機株式会社を設立、代表取締役。

## 栄典
- 1968年（昭和43年）勲五等双光旭日章[1]

## 伝記
- 芦部啓太郎先生八十八年誌刊行委員会編、伊那毎日新聞社編『巌上松柏：芦部啓太郎先生八十八年の歩み』芦部啓太郎先生八十八年誌刊行委員会、1984年。※県立長野図書館所蔵